# بوبيشتي
بوبيشتي هي قرية تقع في إقليم ياش في رومانيا وبلغ عدد سكانها 4,134 نسمة في عام 2002م.